# Даммерт, Фрэнк
Фрэнк Даммерт (англ. Frank Dummerth; 6 января 1871, Сент-Луис, Миссури — 7 августа 1936, Сент-Луис, Миссури) — американский гребец, бронзовый призёр летних Олимпийских игр 1904.
На Играх 1904 в Сент-Луисе Даммерт участвовал только в соревнованиях четвёрок без рулевого. Его команда заняла третье место и выиграла бронзовые медали.